# Siljengojaureh (Vilhelmina socken, Lappland, 721532-144012)
Siljengojaureh är en sjö i Vilhelmina kommun i Lappland och ingår i Ångermanälvens huvudavrinningsområde.